# Ziad Jarrah
Ziad Samir Jarrah (Beirut, 11 de mayo de 1975-Shanksville, Pensilvania, Estados Unidos, 11 de septiembre de 2001) fue un  terrorista libanés, piloto secuestrador del vuelo 93 de United Airlines, que formó parte de los atentados del 11 de septiembre de 2001. Se cree que tomó el control como el piloto de la aeronave y que, junto con un equipo de secuestradores (incluyendo a Saeed al-Ghamdi, Ahmed al-Nami y Ahmed al-Haznawi), llevó a cabo un intento infructuoso de estrellar el avión en el Capitolio de los Estados Unidos. Existen variaciones de su nombre, tales como Ziad Samir Al-Jarrah, Zaid Jarrahi, Ziad Jarrah Jarrat y Ziyad Samir Jarrah. 
Después de recibir una educación en un ambiente acomodado y secular, se involucró en la planificación de los ataques del 11 de septiembre en la universidad. A diferencia de los otros secuestradores, tenía novia y era cercano a su familia. De hecho, fue el único terrorista que tuvo dudas momentos antes de consumarse los ataques. Se han presentado cuestionamientos sobre si Jarrah estuvo realmente en el vuelo 93 y si fue un secuestrador; sin embargo, la Comisión del 11-S concluyó que no se trató de un caso de identidad equívoca y que él pilotaba el avión. En octubre de 2006, se hizo público un video de Al Qaeda en el cual Jarrah y Mohammed Atta firmaron sus testamentos en enero de 2000 en un campo de entrenamiento de Osama bin Laden cerca de Kandahar, en Afganistán.

## Biografía

### Primeros años
Jarrah nació en Beirut, Líbano, en una familia adinerada. Sus padres eran nominalmente musulmanes suníes, aunque llevaban un estilo de vida secular. Cuando tenía siete años, Israel invadió el sur del Líbano. Sus padres lo enviaron a una escuela católica llamada La Sagesse, donde fue voluntario en un campo para niños discapacitados y ayudó a dirigir un programa antidrogas. Más tarde, trabajó en una iglesia cercana ayudando a niños huérfanos. Por ese entonces, su desempeño académico era mediocre y sus padres le asignaron tutores en matemática, física y química.
A lo largo de su vida, Jarrah se mantuvo cercano a su familia; presuntamente fue el único secuestrador de los atentados del 11 de septiembre de 2001 que mantuvo vínculos familiares estrechos, incluyendo aquellos con su tío Assem Omar Jarrah, cuyo permiso de trabajo fue encontrado posteriormente entre los restos del avión junto con el pasaporte de Ziad. Durante su niñez, siempre quiso volar aviones, pero su familia lo disuadió. "Le impedí ser piloto", dijo su padre al Wall Street Journal una semana después de los ataques. "Solo tengo un hijo y tenía miedo de que se estrellara".
De 1995 a 1996, mientras Ziad Jarrah estaba viviendo en Líbano, según su familia, alguien del mismo nombre alquiló un departamento en Brooklyn, Nueva York. Los dueños declararon que fue el mismo Ziad Jarrah que aparecía en las fotografías del FBI.
En la primavera septentrional de 1996, Jarrah se mudó a Alemania con su primo Salim, para llevar un curso certificado de alemán en la Universidad de Greifswald, requisito para los extranjeros que quisieran estudiar en Alemania y no hablaran el idioma. Mientras compartió departamento con su primo, se sostiene que Ziad acudió a discotecas y fiestas, a la vez que declinó su asistencia a la mezquita. Conoció a Aysel Şengün, una estudiante turca de odontología, de quien se volvió buen amigo. Salieron de forma interminente por el resto de su vida e incluso convivieron brevemente, lo que contrarió a sus amigos más religiosos, y celebraron un matrimonio no oficial el 1 de abril de 1999.
En 1997, Jarrah dejó Greifswald y comenzó a estudiar ingeniería aeroespacial en la Fachhochschule en Hamburgo, mientras trabajaba en una tienda de pintura de Volkswagen en la cercana Wolfsburgo. Durante su estadía en Hamburgo, alquiló un departamento a Rosemarie Canel, quien pintó un retrato de él que llevaría como regalo para su madre ese diciembre.
El Informe de la Comisión del 11-S sostiene que Jarrah era un miembro de la célula de Hamburgo, junto con Mohammed Atta y los otros secuestradores. No vivió con ninguno de ellos y solo ha sido posible confirmar que se reunió con algunos en Hamburgo en una sola ocasión: el matrimonio de Said Bahaji en la Mezquita al-Quds. Se desconoce qué tan estrechas eran sus conexiones con los otros terroristas.

### Entrenamiento en Afganistán
A fines de 1999, Jarrah, Mohamed Atta, Marwan al-Shehhi, Said Bahaji y Ramzi Binalshibh decidieron viajar a Chechenia para luchar contra soldados rusos en el contexto de la segunda guerra chechena. Khalid al-Masri y Mohamedou Ould Slahi los convencieron en el último minuto a viajar, en su lugar, a Afganistán para conocer a Osama bin Laden y entrenar para ataques terroristas. Se les dijo que estaban en una misión altamente confidencial y fueron instruidos para retornar a Alemania e inscribirse en clases de aviación. En octubre de 1999, Ziad Jarrah fue filmado en el matrimonio de Said Bahaji junto con otros secuestradores del 11-S, incluido Marwan al-Shehhi.
En 2006, apareció un video filmado en 2000 que muestra a Jarrah, aún con barba, leyendo su testamento junto con Mohamed Atta. Poco tiempo después, Jarrah se afeitó la barba y empezó a actuar de manera más secular, de acuerdo al testimonio de Şengün. Muchos de los futuros secuestradores intentaron ocultar su radicalismo y se mezclaron con la población. Jarrah informó del robo de su pasaporte en febrero de 2000 y recibió un duplicado, al igual que lo habían hecho los secuestradores Atta y al-Shehhi 
Jarrah abandonó la Fachhochschule y empezó a buscar escuelas de aviación. Alegó que era para cumplir su deseo de niñez de convertirse en piloto. Tras buscar en varios países, no le convenció ninguna de las escuelas de aviación en Europa y, por consejo de un amigo de la infancia, decidió trasladarse a Estados Unidos.

### En Estados Unidos
Aparentemente, Jarrah ingresó a Estados Unidos en siete ocasiones diferentes, más que ningún otro secuestrador. El 25 de mayo de 2000, Jarrah solicitó y recibió en Berlín una visa estadounidense] B-1/B-2 (de turismo/negocios) con una caducidad de cinco años. El 27 de junio de 2000, visitó por primera vez Estados Unidos en un vuelo que llegó al Aeropuerto internacional de Newark. Luego, viajó a Florida, donde se matriculó a tiempo completo en el Centro de capacitación en aviación de Florida en Venice. Jarrah no solicitó un cambio de su estatus de una visa de turista a una visa de estudiante, con lo cual violó su estatus migratorio.
Jarrah estuvo inscrito en la escuela de aviación por seis meses, de junio de 2000 al 15 de enero de 2001. En la escuela, muchos de sus condiscípulos lo recuerdan con cariño, describiéndolo como amable y digno de confianza. Asimismo, recuerdan que tomaba cerveza ocasionalmente. Jarrah se distinguió de los otros secuestradores en que no vivió con ninguno de ellos, sino más bien con un estudiante alemán llamado Thorsten Biermann. Biermann no observó a Jarrah actuando de manera particularmente religiosa o abiertamente política. Ocasionalmente, Jarrah viajó a Alemania para visitar a su novia alemana de ascendencia turca, a quien llamaba constantemente y con quien intercambiaba correos electrónicos casi todos los días.
Jarrah obtuvo su licencia de vuelo de aviones pequeños y comenzó a practicar volando jets a fines de 2000. Viajó a Beirut a visitar a su familia y, luego, a Alemania para visitar a su novia, Şengün. Volvió con ella a Estados Unidos para una visita de diez días, en la cual Şengün incluso asistió a una lección de vuelo con él. A mediados de enero de 2001, Jarrah viajó nuevamente a Beirut para visitar a su padre, quien debía realizarse una operación a corazón abierto. Luego, visitó a su novia, Şengün, en Alemania y regresó nuevamente a Estados Unidos. En este sentido, su comportamiento fue marcadamente diferente del de los otros secuestradores, todos los cuales rompieron sus relaciones familiares y románticas.
De camino a Estados Unidos, Jarrah pasó por los Emiratos Árabes Unidos, según los oficiales de este país, donde fue interrogado por las autoridades el 30 de enero de 2001, a petición de la CIA. Supuestamente admitió haber estado en Afganistán y Pakistán, aunque la CIA ha negado desde entonces esta afirmación y el Informe de la Comisión del 11-S no la menciona. La escuela de aviación de Florida donde Jarrah había estado estudiando también declaró que estuvo en la escuela hasta el 15 de enero de 2001.
El 6 de mayo, Jarrah se registró para una membresía de dos meses en el gimnasio US1 en Dania Beach; posteriormente, renovaría su membresía por otros dos meses y finalmente tomó lecciones de lucha con Bert Rodriguez. Se cree que en algún momento de ese mes, Ahmed al-Haznawi, quien había llegado el 8 de junio, se mudó con Jarrah. Jarrah arrendó un nuevo departamento en Lauderdale-by-the-Sea, para lo cual ambos dieron al propietario fotocopias de sus pasaportes alemanes, quien más tarde las entregó al FBI.
El 25 de junio, Jarrah llevó a al-Haznawi al Hospital Holy Cross en Fort Lauderdale, por consejo de su casero, Charles Lisa. Al-Haznawi fue tratado por el Dr. Christos Tsonas, quien le dio antibióticos por una pequeña herida en su pantorrilla izquierda. Si bien dijo al personal que se había tropezado con una maleta, la prensa lo vio como un signo de ántrax cutáneo, esperando encontrar una relación con los ataques con carbunco en 2001, aunque el FBI desechó los rumores, al declarar que "pruebas exhaustivas no mostraban la presencia de ántrax en ningún lugar donde los secuestradores habían estado".
A mediados de julio de 2001, algunos de los secuestradores y miembros de la célula de Hamburgo se reunieron cerca de Salou, en España, por un período de pocos días hasta un par de semanas. A fines de julio, Jarrah viajó a Alemania y se reunió nuevamente con su novia por última vez. El 5 de agosto habría llegado a Estados Unidos, aunque algunas fuentes indican que tomó su examen de piloto el 2 de agosto, habiéndose perdido el matrimonio de su hermana para asistir a él. El 27 de agosto, se registró en un hostal en Laurel (Maryland), a solo una milla de donde otros cuatro secuestradores se estaban quedando. El 7 de septiembre de 2001, los cuatro secuestradores del vuelo 93 de United Airlines partieron de Fort Lauderdale al Aeropuerto internacional de Newark en un vuelo de Spirit Airlines.
El 9 de septiembre por la mañana, Jarrah fue detenido por exceso de velocidad en Maryland y recibió una multa de 200 dólares. Jarrah telefoneó a sus padres y les mencionó que había recibido el dinero que le habían enviado cinco días antes. Además, les dijo que había planeado verlos el 22 de septiembre en la boda de su primo y que había comprado un traje nuevo para la ocasión. Su casero confirmó más tarde que Jarrah le había mostrado el traje días antes.
El 10 de septiembre, Jarrah pasó la última tarde de su vida escribiendo una carta para su novia Aysel, la mujer con quien tenía planes de matrimonio. Esta carta ha sido ampliamente interpretada como una nota suicida. Debido a un error en la dirección, la carta fue devuelta a Estados Unidos donde fue descubierta. Existe debate sobre si la carta era una nota suicida, dado que hace referencia a reuniones futuras y contiene referencias a instrucciones de buceo.
La carta contenía las frases "Hice lo que tenía que hacer" y "Debes estar muy orgullosa porque es un honor y verás los resultados y todos serán felices".
Según una fuente, Jarrah había elaborado una gran cabina de vuelo simulada a base de cajas de cartón en su departamento poco antes de los ataques.

## Ataque

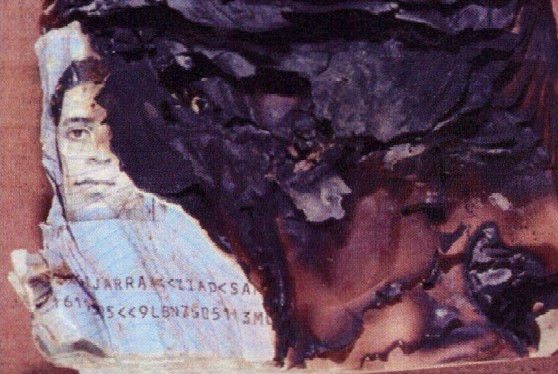
Pasaporte chamuscado encontrado entre los restos del vuelo 93 de United Airlines

En la mañana del 11 de septiembre de 2001, Ziad Jarrah y otros tres secuestradores abordaron el vuelo 93 de United Airlines por la puerta A17 del Aeropuerto de Newark sin incidentes y se sentaron en un asiento de primera clase cerca de la cabina de vuelo. Debido a un retraso del vuelo, el avión despegó a las 8:41 a. m., cinco minutos antes de que el vuelo 11 de American Airlines se estrellara en el World Trade Center. El piloto y la tripulación fueron notificados del primero de los dos secuestros de ese día y se les dijo que estuvieran alerta. Al cabo de unos minutos, en torno a las 9:28 a. m., el vuelo 93 fue también secuestrado.
La Comisión del 11-S aseveró que Jarrah era el piloto. La transcripción del vuelo puede indicar que Saeed al-Ghamdi, quien también se entrenó en simuladores de vuelo, habría sido el piloto o un copiloto. Además, se escucha que dos de los secuestradores llaman al piloto "Saeed".
La voz del piloto fue escuchada por el control del tráfico aéreo diciendo a los pasajeros que permanecieran sentados. A las 9:39 a. m., el piloto anunció por la radio: "Este es el capitán. Les gustaría a todos permanecer en sus asientos. Hay una bomba a bordo y vamos de regreso al aeropuerto y que nuestras demandas [ininteligible]. Por favor, permanezcan en silencio".
Por lo menos dos de las llamadas por celular realizadas por los pasajeros indicaron que todos los secuestradores que vieron estaban usando pañuelos rojos y señalaron que uno de los hombres —se cree que fue Ahmed al-Haznawi o bien Ahmed al-Nami— se ató una caja alrededor de su torso y afirmó que tenía una bomba en el interior. Los pasajeros se enteraron, por medio de las llamadas telefónicas, del destino de los otros aviones secuestrados. Se dieron cuenta de que tenían que recuperar la cabina de vuelo de los terroristas o su avión sería también usado como un misil. Un motín de pasajeros frustró los planes de los terroristas, pero no logró salvar el avión. 
Según el análisis de la caja negra del avión publicado el 8 de agosto de 2003 por investigadores estadounidenses, una multitud de pasajeros intentó irrumpir en la cabina de vuelo. Para hacerles perder el equilibrio, el piloto viró el avión a la izquierda y a la derecha. Cuando esta maniobra fracasó, puso la nariz de la aeronave hacia adelante y hacia atrás; sin embargo, los pasajeros continuaron su asalto a la puerta de la cabina. Utilizaron una carretilla de servicio como ariete y comenzaron a destruir la puerta. Finalmente, un secuestrador dijo al piloto que estrellara el avión en unas tierras de cultivo en Pensilvania antes que ceder el control del avión. Como resultado, el piloto volcó el avión boca abajo e inició el descenso. El vuelo 93 se estrelló a 580 millas por hora (933 km/h) en una mina a cielo abierto en el límite del bosque cerca a Shanksville a las 10:03:11, a 125 millas (200 km) de Washington D. C. Todos a bordo murieron. El avión se estrelló diez minutos después de que la torre sur se derrumbara y  de que El Pentágono fuera atacado y una sección de él destruida.
Después del 11 de septiembre, la novia de Jarrah, Şengün, presentó una denuncia de persona desaparecida en Bochum. Jarrah se convirtió en sospechoso de los agentes del FBI quienes hallaron a un  "Ziad Jarrahi" en el manifiesto de vuelo (es posible que la i adicional al final fuera una falta de ortografía).

## Debate sobre una posible identidad equívocada
Hubo declaraciones de que Jarrah no fue un secuestrador o de que no estuvo presente en el avión y su identidad fue robada. Se ha señalado que su perfil difería del de los otros secuestradores y que los pasajeros informaron de tres y no cuatro secuestradores; sin embargo, la aparición en octubre de 2006 de un video de "martirio" filmado el 18 de enero de 2000 junto con Mohammad Atta ha puesto en seria duda tales declaraciones.
Poco después de los ataques del 11 de septiembre, su familia y amigos sostuvieron que Jarrah no mostró los mismos "resentimientos políticos latentes" o "conservadurismo cultural" que Mohammed Atta. Jarrah no había sido criado con una formación religiosa y no mantuvo un estilo de vida visiblemente conservador. El personal de la escuela de aviación a la que asistió Jarrah lo describió como "una persona normal". Jarrah llamó a su familia dos días y a su novia Aysel Sengün tres horas antes de abordar el vuelo 93 de United; Sengün describió la conversación como "agradable" y "normal". También sostuvo que Jarrah jamás mencionó ningún nombre de los otros secuestradores. En su llamada telefónica dos días antes del ataque, Jarrah dijo a su familia que regresaría a casa para la boda de uno de sus primos. Su tío Jamal declaró: "No tiene sentido. Incluso dijo que había comprado un nuevo traje para la ocasión". La familia de Jarrah en Líbano sostuvo en diciembre de 2001 que él era un pasajero inocente en el avión.
El 23 de octubre de 2001, John Ashcroft sostuvo que Jarrah había compartido departamento en Hamburgo con Mohamed Atta y Marwan al-Shehhi, aunque las autoridades alemanas dijeron el mismo día a Los Angeles Times que no había evidencia de que ninguno de los tres departamentos de Jarrah en Hamburgo hubiera estado vinculado con los otros secuestradores. Un oficial de alto rango de la policía alemana declaró que "la única información que tenemos que conecte a los tres sospechosos en Hamburgo es la aseveración del FBI de que existe una conexión". No obstante, en octubre de 2006, salió a la luz un video que muestra a Atta y Jarrah juntos en Afganistán, vinculando claramente a Jarrah con los miembros de la célula de Hamburgo. Jarrah también apareció en el video de un matrimonio junto con otros secuestradores en una mezquita en Hamburgo.
Por su parte, la Comisión del 11-S concluyó que Jarrah fue un secuestrador del avión que se estrelló en Shanksville, Pensilvania.